# Delisea
Delisea, taksonomski priznati rod crvenih algi (Rhodophyta) iz porodice Bonnemaisoniaceae, dio reda Bonnemaisoniales. Postoji šest priznatih vrsta, sve su morske.

## Vrste
1. Delisea compressa Levring
2. Delisea elegans J.V.Lamouroux - tip
3. Delisea flaccida (Suhr) Papenfuss
4. Delisea hypneoides Harvey
5. Delisea plumosa Levring
6. Delisea pulchra (Greville) Montagne